# Нескенс, Йохан
Йоха́ннес (Йо́хан) Я́кобюс Не́скенс (нидерл. Johannes "Johan" Jacobus Neeskens, нидерландское произношение: [ˈjoːɦɑn ˈneːskə(n)s]; 15 сентября 1951, Хемстеде, Северная Голландия — 6 октября 2024, Алжир) — нидерландский футболист и тренер. Выступал на позиции полузащитника.

## Биография

### Клубная карьера
Йохан Нескенс родился в городе Хемстеде (провинция Северная Голландия). Свою карьеру Йохан начал в местном клубе РКХ в 1968 году. В 1970 году 19-летний Нескенс подписал контракт с «Аяксом», тогдашний тренер Ринус Михелс был впечатлён игрой молодого правого защитника. Став сразу игроком основного состава, Нескенс выиграл кубок чемпионов 1971 года, в финале одолев «Панатинаикос». В сезоне 1971/72 Нескенс выполнял роль центрального полузащитника, в поддержку Йохана Кройфа. В 1974 году Нескенс отправился в «Барселону», в которую ранее перешёл нападающий Йохан Кройф и главный тренер «Аякса» Ринус Михелс. Так как в «Барсе» уже выступал один Йохан, то болельщики сразу нарекли Нескенса «Йохан Второй».
В то время «Барселона» выступала неудачно как во внутреннем первенстве, оставаясь в тени мадридского «Реала» и «Атлетико», так и в Европе. С «Барселоной» Йохан выиграл лишь Кубок Испании 1978 года и одержал победу в финале Кубка обладателей кубков УЕФА, обыграв немецкую «Фортуну» (2:2 в основное время, и 4:3 д.в). В 1979 году Йохан принял предложение от американского клуба «Космос» из Нью-Йорка. В «Космосе» Нескенс провёл 5 лет, успев поиграть с такими футболистами как Франц Беккенбауэр, Карлос Алберто, Владислав Богичевич и другие. В 1980 году Йохан стал чемпионом США. Завершая свою карьеру Нескенс так же выступал в нидерландском «Гронингене» (1984—1985), в американском «Миннесота Страйкерс» (1985) и «Форт-Лодердейле» (1986), и в швейцарских клубах «Лёвенбрау» (1986—1987), «Бар» (1987—1990) и «Цуг», в конце 1991 года Йохан завершил свою футбольную карьеру.

### Карьера в сборной
Нескенс провёл 49 матчей за национальную сборную Нидерландов и забил 17 мячей (причём все 17 мячей Нескенс забил в течение первого 31 матча за сборную ещё до достижения возраста 25 лет, в последних 18 матчах в 1976—1981 годах он не забил ни разу). Его дебют состоялся в матче против сборной Восточной Германии. Нескенс играл ключевую роль в центре полузащиты сборной на чемпионатах мира 1974 и 1978 года. Именно Нескенс открыл счёт в финальном матче чемпионата мира 1974, против Западной Германии, забив с пенальти на 2-й минуте, но в итоге западные немцы отыгрались и выиграли благодаря голам Пауля Брайтнера и Герда Мюллера.
Четыре года спустя Нескенс всё так же был одним из ключевых игроков сборной Нидерландов. С повреждённым ребром (травму Йохан получил в матче с шотландцами) Нескенс снова дошёл со сборной до финала чемпионата мира 1978 года, но голландцы вновь проиграли, на этот раз Аргентине, в дополнительное время со счётом 1:3. С мая 1979 года Неескенс, выступавший тогда за американский клуб, не играл за сборную почти 2,5 года, но вернулся на два матча осенью 1981 года. В ноябре 1981 года в возрасте 30 лет Йохан провёл последнюю игру: в решающем матче квалификационного турнира к чемпионату мира 1982 года Нидерланды проиграли в Париже французам со счётом 0:2 и не смогли отобраться в финальную стадию чемпионата мира в Испании, заняв только 4-е место в отборочной группе после Бельгии, Франции и Ирландии.
| Матчи и голы Йохана Нескенса за сборную | Матчи и голы Йохана Нескенса за сборную | Матчи и голы Йохана Нескенса за сборную | Матчи и голы Йохана Нескенса за сборную | Матчи и голы Йохана Нескенса за сборную | Матчи и голы Йохана Нескенса за сборную | Матчи и голы Йохана Нескенса за сборную |
| --------------------------------------- | --------------------------------------- | --------------------------------------- | --------------------------------------- | --------------------------------------- | --------------------------------------- | --------------------------------------- |
| №                                       | Дата                                    | Соперник                                | Счёт                                    | Голы                                    | Турнир                                  |                                         |
| 1                                       | 11 ноября 1970                          | ГДР                                     | 0:1                                     | -                                       | Отборочный матч к ЧЕ 1972               |                                         |
| 2                                       | 2 декабря 1970                          | Румыния                                 | 2:0                                     | -                                       | Товарищеский матч                       |                                         |
| 3                                       | 24 февраля 1971                         | Люксембург                              | 6:0                                     | -                                       | Отборочный матч к ЧЕ 1972               |                                         |
| 4                                       | 4 апреля 1971                           | Югославия                               | 0:2                                     | -                                       | Отборочный матч к ЧЕ 1972               |                                         |
| 5                                       | 1 декабря 1971                          | Шотландия                               | 2:1                                     | -                                       | Товарищеский матч                       |                                         |
| 6                                       | 16 февраля 1972                         | Греция                                  | 5:0                                     | 1                                       | Товарищеский матч                       |                                         |
| 7                                       | 30 августа 1972                         | Чехословакия                            | 2:1                                     | 1                                       | Товарищеский матч                       |                                         |
| 8                                       | 1 ноября 1972                           | Норвегия                                | 9:0                                     | 3                                       | Отборочный матч к ЧМ 1974               |                                         |
| 9                                       | 19 ноября 1972                          | Бельгия                                 | 0:0                                     | -                                       | Отборочный матч к ЧМ 1974               |                                         |
| 10                                      | 2 мая 1973                              | Испания                                 | 3:2                                     | -                                       | Товарищеский матч                       |                                         |
| 11                                      | 22 августа 1973                         | Исландия                                | 5:0                                     | -                                       | Отборочный матч к ЧМ 1974               |                                         |
| 12                                      | 29 августа 1973                         | Исландия                                | 8:1                                     | 1                                       | Отборочный матч к ЧМ 1974               |                                         |
| 13                                      | 10 октября 1973                         | Польша                                  | 1:1                                     | -                                       | Товарищеский матч                       |                                         |
| 14                                      | 18 ноября 1973                          | Бельгия                                 | 0:0                                     | -                                       | Отборочный матч к ЧМ 1974               |                                         |
| 15                                      | 27 марта 1974                           | Австрия                                 | 1:1                                     | -                                       | Товарищеский матч                       |                                         |
| 16                                      | 26 мая 1974                             | Аргентина                               | 4:1                                     | 1                                       | Товарищеский матч                       |                                         |
| 17                                      | 5 июня 1974                             | Румыния                                 | 0:0                                     | -                                       | Товарищеский матч                       |                                         |
| 18                                      | 15 июня 1974                            | Уругвай                                 | 2:0                                     | -                                       | Чемпионат мира 1974                     |                                         |
| 19                                      | 19 июня 1974                            | Швеция                                  | 0:0                                     | -                                       | Чемпионат мира 1974                     |                                         |
| 20                                      | 23 июня 1974                            | Болгария                                | 4:1                                     | 2                                       | Чемпионат мира 1974                     |                                         |
| 21                                      | 26 июня 1974                            | Аргентина                               | 4:0                                     | -                                       | Чемпионат мира 1974                     |                                         |
| 22                                      | 30 июня 1974                            | ГДР                                     | 2:0                                     | 1                                       | Чемпионат мира 1974                     |                                         |
| 23                                      | 3 июля 1974                             | Бразилия                                | 2:0                                     | 1                                       | Чемпионат мира 1974                     |                                         |
| 24                                      | 7 июля 1974                             | ФРГ                                     | 1:2                                     | 1                                       | Чемпионат мира 1974                     |                                         |
| 25                                      | 4 сентября 1974                         | Швеция                                  | 5:1                                     | 2                                       | Товарищеский матч                       |                                         |
| 26                                      | 25 сентября 1974                        | Финляндия                               | 3:1                                     | 1                                       | Отборочный матч к ЧЕ 1976               |                                         |
| 27                                      | 20 ноября 1974                          | Италия                                  | 3:1                                     | -                                       | Отборочный матч к ЧЕ 1976               |                                         |
| 28                                      | 30 мая 1975                             | Югославия                               | 0:3                                     | -                                       | Товарищеский матч                       |                                         |
| 29                                      | 10 сентября 1975                        | Польша                                  | 1:4                                     | -                                       | Отборочный матч к ЧЕ 1976               |                                         |
| 30                                      | 15 октября 1975                         | Польша                                  | 3:0                                     | 1                                       | Отборочный матч к ЧЕ 1976               |                                         |
| 31                                      | 25 апреля 1976                          | Бельгия                                 | 5:0                                     | 1                                       | Отборочный матч к ЧЕ 1976               |                                         |
| 32                                      | 22 мая 1976                             | Бельгия                                 | 2:1                                     | -                                       | Отборочный матч к ЧЕ 1976               |                                         |
| 33                                      | 16 июня 1976                            | Чехословакия                            | 1:3                                     | -                                       | Чемпионат Европы 1976                   |                                         |
| 34                                      | 13 октября 1976                         | Северная Ирландия                       | 2:2                                     | -                                       | Отборочный матч к ЧМ 1978               |                                         |
| 35                                      | 9 февраля 1977                          | Англия                                  | 2:0                                     | -                                       | Товарищеский матч                       |                                         |
| 36                                      | 26 марта 1977                           | Бельгия                                 | 2:0                                     | -                                       | Отборочный матч к ЧМ 1978               |                                         |
| 37                                      | 26 октября 1977                         | Бельгия                                 | 1:0                                     | -                                       | Отборочный матч к ЧМ 1978               |                                         |
| 38                                      | 20 мая 1978                             | Австрия                                 | 1:0                                     | -                                       | Товарищеский матч                       |                                         |
| 39                                      | 3 июня 1978                             | Иран                                    | 3:0                                     | -                                       | Чемпионат мира 1978                     |                                         |
| 40                                      | 7 июня 1978                             | Перу                                    | 0:0                                     | -                                       | Чемпионат мира 1978                     |                                         |
| 41                                      | 11 июня 1978                            | Шотландия                               | 2:3                                     | -                                       | Чемпионат мира 1978                     |                                         |
| 42                                      | 21 июня 1978                            | Италия                                  | 2:1                                     | -                                       | Чемпионат мира 1978                     |                                         |
| 43                                      | 25 июня 1978                            | Аргентина                               | 1:3                                     | -                                       | Чемпионат мира 1978                     |                                         |
| 44                                      | 15 ноября 1978                          | ГДР                                     | 3:0                                     | -                                       | Отборочный матч к ЧЕ 1980               |                                         |
| 45                                      | 20 декабря 1978                         | ФРГ                                     | 1:3                                     | -                                       | Товарищеский матч                       |                                         |
| 46                                      | 28 марта 1979                           | Швейцария                               | 3:0                                     | -                                       | Отборочный матч к ЧЕ 1980               |                                         |
| 47                                      | 22 мая 1979                             | Аргентина                               | 0:0                                     | -                                       | Товарищеский матч                       |                                         |
| 48                                      | 14 октября 1981                         | Бельгия                                 | 3:0                                     | -                                       | Отборочный матч к ЧМ 1982               |                                         |
| 49                                      | 18 ноября 1981                          | Франция                                 | 0:2                                     | -                                       | Отборочный матч к ЧМ 1982               |                                         |

Итого: 49 матчей / 17 голов; 48 побед, 17 ничьих, 18 поражений.
Нескенс вошёл в список 125 самых великих из ныне живущих футболистов, который огласил 4 марта 2004 года бразилец Пеле.

### Тренерская карьера
По желанию Гуса Хиддинка Нескенс, наряду с Франком Райкардом и Рональдом Куманом, работал в сборной Нидерландов как помощник главного тренера во время квалификационного турнира к чемпионату мира 1998 года и на самом первенстве мира. После ухода Хиддинка из сборной Нескенс выполнял ту же самую работу, но на этот раз, когда главным тренером был Франк Райкард, вплоть до 2000 года. После ухода из сборной Йохан стал главным тренером «Неймегена», но в 2004 году был уволен за плохие результаты в чемпионате страны.
В декабре 2005 года Нескенс был назначен помощником главного тренера сборной Австралии, которой руководил Гус Хиддинк. После успешного выступления на чемпионате мира 2006 года Йохан вернулся в «Барселону», с которой он ранее подписал контракт три года. В «Барселоне» Нескенс должен был заменить Хенка тен Кате в техническом штабе клуба. Ради работы в «Барселоне» Неескенс отклонил предложение Гуса Хиддинка поработать в штабе сборной России. 8 мая 2008 года, после двух провальных сезонов, президент «Барселоны» Жоан Лапорта заявил что Нескенс (так же как и Райкард) покинет «Барселону» в конце сезона 2007/2008 годов.
28 июня 2011 года назначен на пост главного тренера южноафриканского клуба «Мамелоди Сандаунз».
Умер в Алжире 6 октября 2024 года в возрасте 73 лет.

## Статистика выступлений

### Клубная статистика
| Выступление      | Выступление      | Выступление      | Лига | Лига | Кубок страны | Кубок страны | Еврокубки | Еврокубки | Другие | Другие | Итого | Итого |
| Клуб             | Лига             | Сезон            | Игры | Голы | Игры         | Голы         | Игры      | Голы      | Игры   | Голы   | Игры  | Голы  |
| ---------------- | ---------------- | ---------------- | ---- | ---- | ------------ | ------------ | --------- | --------- | ------ | ------ | ----- | ----- |
| Аякс             | Эредивизи        | 1970/71          | 33   | 1    | 6            | 2            | 9         | 2         | —      | —      | 48    | 5     |
| Аякс             | Эредивизи        | 1971/72          | 28   | 10   | 5            | 2            | 8         | 0         | —      | —      | 41    | 12    |
| Аякс             | Эредивизи        | 1972/73          | 32   | 7    | 1            | 0            | 7         | 0         | 3      | 1      | 43    | 8     |
| Аякс             | Эредивизи        | 1973/74          | 31   | 15   | 4            | 0            | 2         | 0         | 2      | 1      | 39    | 16    |
| Аякс             | Итого            | Итого            | 124  | 33   | 16           | 4            | 26        | 2         | 5      | 2      | 171   | 41    |
| Барселона        | Примера          | 1974/75          | 27   | 7    | 0            | 0            | 7         | 1         | —      | —      | 34    | 8     |
| Барселона        | Примера          | 1975/76          | 32   | 12   | 0            | 0            | 9         | 6         | —      | —      | 41    | 18    |
| Барселона        | Примера          | 1976/77          | 33   | 8    | 0            | 0            | 8         | 1         | —      | —      | 41    | 9     |
| Барселона        | Примера          | 1977/78          | 18   | 2    | 2            | 0            | 7         | 1         | —      | —      | 27    | 3     |
| Барселона        | Примера          | 1978/79          | 30   | 6    | 1            | 0            | 9         | 0         | —      | —      | 40    | 6     |
| Барселона        | Итого            | Итого            | 140  | 35   | 3            | 0            | 40        | 9         | 0      | 0      | 183   | 44    |
| Нью-Йорка Космос | НАСЛ             | 1979             | 13   | 4    | 0            | 0            | 0         | 0         | —      | —      | 13    | 4     |
| Нью-Йорка Космос | НАСЛ             | 1980             | 17   | 4    | 0            | 0            | 0         | 0         | —      | —      | 17    | 4     |
| Нью-Йорка Космос | НАСЛ             | 1981             | 6    | 2    | 0            | 0            | 0         | 0         | —      | —      | 6     | 2     |
| Нью-Йорка Космос | НАСЛ             | 1982             | 17   | 0    | 0            | 0            | 0         | 0         | —      | —      | 17    | 0     |
| Нью-Йорка Космос | НАСЛ             | 1983             | 23   | 2    | 0            | 0            | 0         | 0         | —      | —      | 23    | 2     |
| Нью-Йорка Космос | НАСЛ             | 1984             | 18   | 5    | 0            | 0            | 0         | 0         | —      | —      | 18    | 5     |
| Нью-Йорка Космос | Итого            | Итого            | 94   | 17   | 0            | 0            | 0         | 0         | 0      | 0      | 94    | 17    |
| Всего за карьеру | Всего за карьеру | Всего за карьеру | 358  | 85   | 3            | 0            | 66        | 11        | 0      | 0      | 427   | 96    |

## Достижения

### Командные
Сборная Нидерландов
- Серебряный призёр чемпионата мира (2): 1974, 1978
- Бронзовый призёр чемпионата Европы: 1976

«Аякс»
- Чемпион Нидерландов (2): 1972, 1973
- Серебряный призёр чемпионата Нидерландов: 1971
- Бронзовый призёр чемпионата Нидерландов: 1974
- Обладатель Кубка Нидерландов (2): 1971, 1972
- Обладатель Кубка европейских чемпионов (3): 1970/71, 1971/72, 1972/73
- Обладатель Суперкубка УЕФА (2): 1972, 1973
- Обладатель Межконтинентального кубка: 1972

«Барселона»
- Серебряный призёр чемпионата Испании (3): 1976, 1977, 1978
- Бронзовый призёр чемпионата Испании: 1975
- Обладатель Кубка Испании: 1978
- Обладатель Кубка обладателей кубков УЕФА: 1978/79

«Нью-Йорк Космос»
- Чемпион NASL (2): 1980, 1982

### Личные
- Входит в символическую сборную чемпионата мира: 1974
- Лучший иностранный футболист года в Испании: 1976
- В списке ФИФА 100